# Кайзер (Орегон)
Кайзер (англ. Keizer) — місто (англ. city) в США, в окрузі Меріон штату Орегон. Населення — 39 376 осіб (2020).

## Географія
Кайзер розташований за координатами 45°0′11″ пн. ш. 123°1′28″ зх. д. / 45.00306° пн. ш. 123.02444° зх. д. (45.002971, -123.024491).  За даними Бюро перепису населення США в 2010 році місто мало площу 18,67 км², з яких 18,36 км² — суходіл та 0,31 км² — водойми.

## Демографія
Згідно з переписом 2010 року, у місті мешкало 36 478 осіб у 13 703 домогосподарствах у складі 9498 родин. Густота населення становила 1954 особи/км².  Було 14445 помешкань (774/км²).
Расовий склад населення:
| - 82,5 % — білих - 1,6 % — азіатів - 1,3 % — корінних американців - 0,8 % — чорних або афроамериканців - 0,6 % — вихідців з тихоокеанських островів - 9,0 % — осіб інших рас |

До двох чи більше рас належало 4,1 %. Частка іспаномовних становила 18,3 % від усіх жителів.
За віковим діапазоном населення розподілялося таким чином: 27,3 % — особи молодші 18 років, 59,4 % — особи у віці 18—64 років, 13,3 % — особи у віці 65 років та старші. Медіана віку мешканця становила 35,7 року. На 100 осіб жіночої статі у місті припадало 92,2 чоловіків;  на 100 жінок у віці від 18 років та старших — 87,3 чоловіків також старших 18 років.
Середній дохід на одне домашнє господарство  становив 63 152 долари США (медіана — 51 244), а середній дохід на одну сім'ю — 70 437 доларів (медіана — 59 583). Медіана доходів становила 45 233 долари для чоловіків та 34 806 доларів для жінок. За межею бідності перебувало 15,8 % осіб, у тому числі 25,5 % дітей у віці до 18 років та 5,2 % осіб у віці 65 років та старших.
Цивільне працевлаштоване населення становило 16 356 осіб. Основні галузі зайнятості: освіта, охорона здоров'я та соціальна допомога — 24,7 %, роздрібна торгівля — 14,4 %, публічна адміністрація — 11,5 %.